# 刘宏 (1966年)
刘宏（1966年12月—），男，安徽合肥人，哈尔滨工业大学副校长、教授，空间机器人专家，中共党员，中国工程院院士，“何梁何利”科技进步奖获得者，教育部首批长江学者特聘教授。

## 生平
1982年9月至1986年7月就读于哈尔滨工业大学精密机械设计专业，获学士学位。1986年9月在同校硕博连读。其间，1991年9月至1991年11月，在德国亚琛工业大学接受联合培养；1991年12月至1993年2月，在德国宇航中心接受联合培养。1993年3月获博士学位。
1993年4月至1999年3月，在德国宇航中心机器人和机电一体化研究所担任研究员。1999年4月至2004年3月，在哈尔滨工业大学工作。2004年4月至2010年11月，在德国宇航中心机器人和机电一体化研究所担任研究员。
2013年12月起，担任哈尔滨工业大学机器人技术与系统国家重点实验室主任，2015年3月起，担任哈尔滨工业大学校长助理兼机电学院院长。2019年2月，担任哈尔滨工业大学党委常委、副校长。
2021年当选中国工程院院士。